# Autódromo Internacional do Algarve
Das Autódromo Internacional do Algarve ist eine Motorsport-Rennstrecke in Portimão, Portugal.

## Geschichte
Der Kurs wurde im Oktober 2008 fertiggestellt und hat eine Länge von 4,692 km. Die offizielle Eröffnung fand am 2. November 2008 im Rahmen des letzten Laufes zur Superbike-WM 2008 statt.
Die Gesamtkosten für den Bau waren mit 195 Millionen Euro veranschlagt. Auf dem etwa 300 Hektar großen Areal befinden sich, neben der Hauptstrecke, eine Kart-Bahn, ein Technologiepark, ein Sportkomplex, ein Fünf-Sterne-Hotel sowie Wohnungen.
Die im hügeligen Gelände gelegene Strecke zeichnet sich durch teilweise uneinsehbare Kurven, mehrere Steigungen und Gefälle aus. Die steilste Abfahrt hat 12 % im Maximum, während es bis zu 6,2 % bergauf geht. Charakteristisch für das Autódromo Internacional do Algarve ist, dass die Bremspunkte teilweise in den Bergabpassagen liegen. Ebenfalls auffällig ist, dass die Anlage mehr Kiesbetten hat, als asphaltierte Auslaufzonen. Dies ist für eine Strecke von dem Baujahr im Vergleich zu anderen Kursen aus der Zeit eher ungewöhnlich. Insgesamt sind 16 verschiedene Layouts möglich.
Im Jahr 2010 fanden in Portimão neben der Superbike-WM auch die Tourenwagen-Weltmeisterschaft, die FIA-GT1-Weltmeisterschaft sowie einige andere Rennserien statt. Darüber hinaus fanden auf der neuen Strecke Wintertestfahrten zur Formel 1 statt.
2020 fand mit dem Großen Preis von Portugal erstmals ein Formel-1-Rennen in Portimão statt. Die Formel 1 entschied sich im Gegensatz zu den Wintertestfahrten im Januar 2009 für die Streckenvariante ohne Schikane in der ersten Kurve. Nachdem auf der Strecke 2021 erneut ein Formel-1-Rennen veranstaltet wurde, findet sie sich im Rennprogramm der Saison 2022 nicht wieder.
Die Motorrad-Weltmeisterschaft hält seit 2020 ein Rennen auf der Strecke ab, und zwar den Großen Preis von Portugal, der in dem Jahr das Saisonfinale markierte. Ebenso gehört die Rennstrecke seit 2022 dem DTM-Rennkalender an.

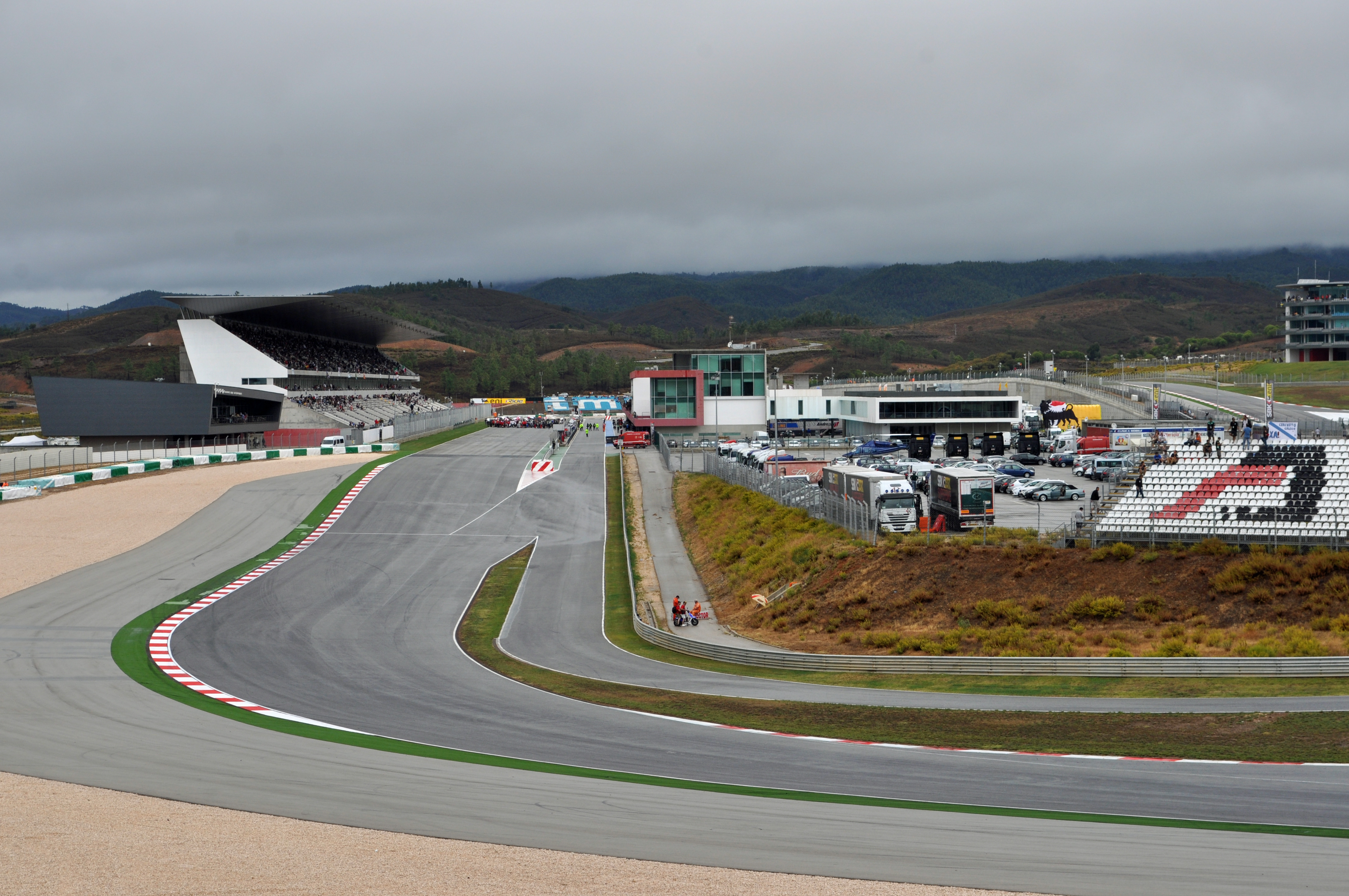
Haupttribüne im Start- und Zielbereich (2012)
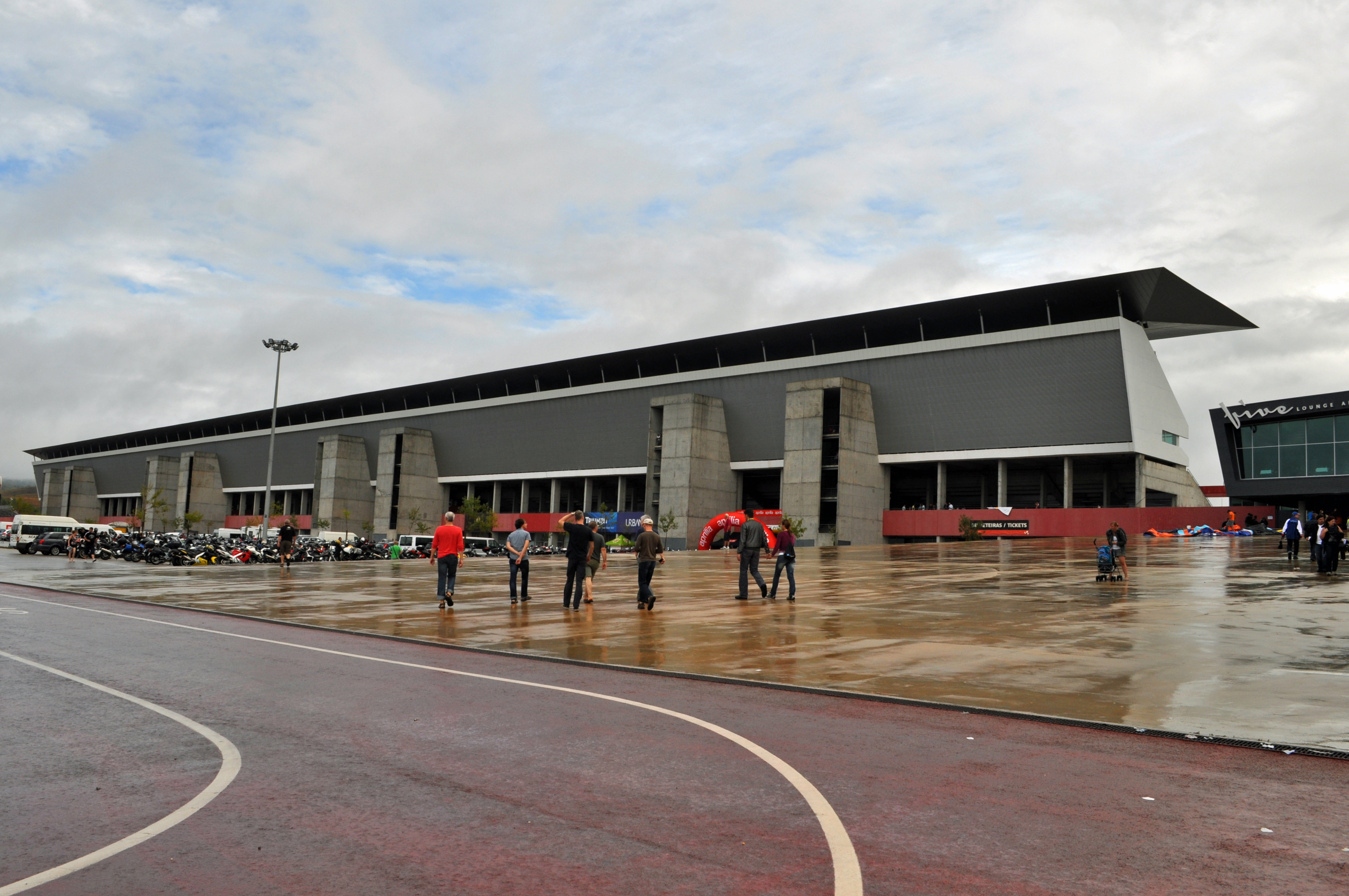
Eingangsbereich an der Haupttribüne (2012)
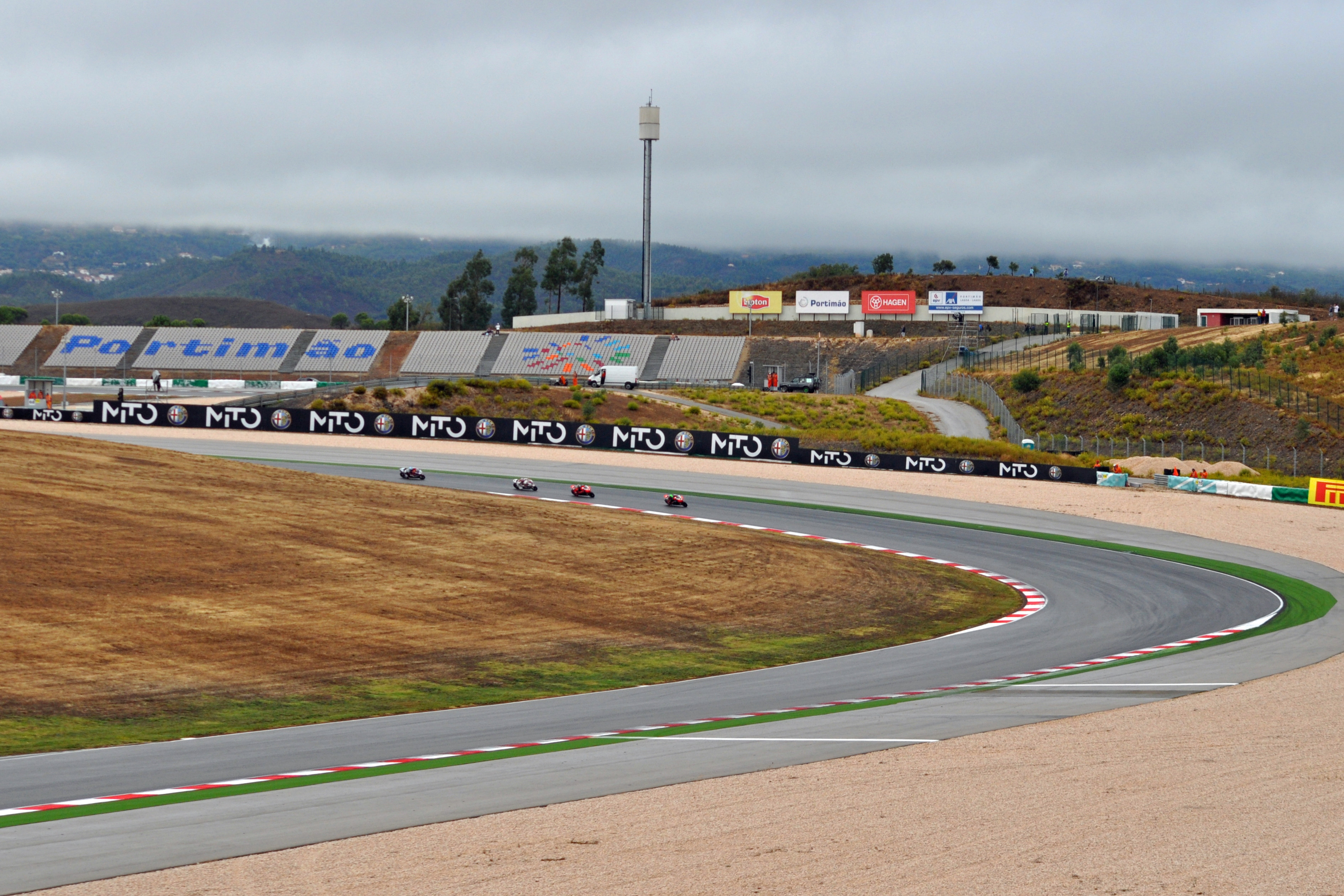
Motorradrennen der Superbike-WM 2012

## Statistik

### Rundenrekorde
Formel 1
- Qualifikation: 1:16,466 min (Valtteri Bottas, Mercedes, 2020)
- Rennen: 1:18,750 min (Lewis Hamilton, Mercedes, 2020)

### Sieger des Formel-1-Rennens auf dem Autódromo Internacional do Algarve
| Nr. | Jahr | Fahrer         | Konstrukteur | Motor    | Reifen | Zeit          | Streckenlänge | Runden | Ø-Tempo      | Datum       | GP von   |
| --- | ---- | -------------- | ------------ | -------- | ------ | ------------- | ------------- | ------ | ------------ | ----------- | -------- |
| 1   | 2020 | Lewis Hamilton | Mercedes     | Mercedes | P      | 1:29:56,828 h | 4,635 km      | 66     | 204,671 km/h | 25. Oktober | Portugal |
| 2   | 2021 | Lewis Hamilton | Mercedes     | Mercedes | P      | 1:34:31,421 h | 4,635 km      | 66     | 194,761 km/h | 2. Mai      | Portugal |